# Ористано
Ористано (итал. Oristano, на месном говору: Aristanis) град је у западној Италији. Ористано је највеће насеље и средиште истоименог округа Ористано у оквиру италијанске покрајине Сардинија.
Град Ористано је познат по Елеонори од Арбореје, последњем независном владару Сардиније, који је овде столовао.

## Географија
Град Ористано налази се у западном делу Сардиније, на 100 км северно од Каљарија. Ористано се сместио у северном делу долине Кампидано, 10-ак километара удаљен од мора (што је некад било битно у случају напада гусара). Околно подручје је изразито равничарско и пољопривредно, па је град важно средиште прехрамбене индустрије. Некадашње приобалне мочваре исушене су почетком 20. века.

### Клима
| Клима (Ористано)            | Клима (Ористано) | Клима (Ористано) | Клима (Ористано) | Клима (Ористано) | Клима (Ористано) | Клима (Ористано) | Клима (Ористано) | Клима (Ористано) | Клима (Ористано) | Клима (Ористано) | Клима (Ористано) | Клима (Ористано) | Клима (Ористано) |
| Показатељ \ Месец           | .Јан.            | .Феб.            | .Мар.            | .Апр.            | .Мај.            | .Јун.            | .Јул.            | .Авг.            | .Сеп.            | .Окт.            | .Нов.            | .Дец.            | .Год.            |
| --------------------------- | ---------------- | ---------------- | ---------------- | ---------------- | ---------------- | ---------------- | ---------------- | ---------------- | ---------------- | ---------------- | ---------------- | ---------------- | ---------------- |
| Апсолутни максимум, °C (°F) | 19,6 (67,3)      | 20,2 (68,4)      | 25,4 (77,7)      | 29,2 (84,6)      | 33,4 (92,1)      | 36,0 (96,8)      | 41,4 (106,5)     | 41,6 (106,9)     | 37,0 (98,6)      | 36,0 (96,8)      | 27,8 (82)        | 21,2 (70,2)      | 41,6 (106,9)     |
| Средњи максимум, °C (°F)    | 13,2 (55,8)      | 13,2 (55,8)      | 14,7 (58,5)      | 16,7 (62,1)      | 20,8 (69,4)      | 24,5 (76,1)      | 27,8 (82)        | 28,8 (83,8)      | 26,0 (78,8)      | 21,9 (71,4)      | 17,3 (63,1)      | 14,4 (57,9)      | 28,8 (83,8)      |
| Средњи минимум, °C (°F)     | 7,6 (45,7)       | 7,5 (45,5)       | 8,6 (47,5)       | 10,3 (50,5)      | 13,7 (56,7)      | 17,3 (63,1)      | 20,1 (68,2)      | 21,1 (70)        | 18,7 (65,7)      | 15,3 (59,5)      | 11,3 (52,3)      | 8,8 (47,8)       | 7,5 (45,5)       |
| Апсолутни минимум, °C (°F)  | −4,8 (23,4)      | −1,2 (29,8)      | 0,4 (32,7)       | 3,6 (38,5)       | 6,6 (43,9)       | 10,6 (51,1)      | 12,6 (54,7)      | 14,4 (57,9)      | 9,2 (48,6)       | 6,0 (42,8)       | 2,0 (35,6)       | −1,8 (28,8)      | −4,8 (23,4)      |
| Количина падавина, mm (in)  | 50,0 (19,69)     | 60,5 (23,82)     | 44,4 (17,48)     | 51,4 (20,24)     | 32,8 (12,91)     | 16,7 (6,57)      | 4,4 (1,73)       | 7,3 (2,87)       | 34,2 (13,46)     | 69,7 (27,44)     | 92,5 (36,42)     | 65,0 (25,59)     | 528,9 (208,22)   |
| [ тражи се извор ]          |                  |                  |                  |                  |                  |                  |                  |                  |                  |                  |                  |                  |                  |

## Становништво
Према резултатима пописа становништва 2011. у општини је живело 31.155 становника.
| 1931.  | 1936.  | 1951.  | 1961.  | 1971.  | 1981.  | 1991.  | 2001.  | 2011.  |
| ------ | ------ | ------ | ------ | ------ | ------ | ------ | ------ | ------ |
| 11.258 | 12.453 | 16.298 | 21.738 | 26.059 | 29.424 | 30.990 | 31.169 | 31.155 |

Ористано данас има око 32.000 становника, махом Италијана. То је 3 пута више него на почетку 20. века. Последњих деценија број становника у граду стагнира.

## Партнерски градови
- Сјудадела
- Гарден Сити

## Галерија
- Споменик Елеонори од Арбореје
- Градски торањ
- Стара слика катедрале у Ористану
- Сартиљија, најважнији градски годишњи догађај